# Емгерст (Нью-Гемпшир)
Емгерст (англ. Amherst) — місто (англ. town) в США, в окрузі Гіллсборо штату Нью-Гемпшир. Населення — 11 753 особи (2020).

## Демографія
Згідно з переписом 2010 року, у місті мешкала 11 201 особа в 4063 домогосподарствах у складі 3322 родин. Було 4280 помешкань
Расовий склад населення:
| - 95,8 % — білих - 1,7 % — азіатів - 0,5 % — чорних або афроамериканців - 0,1 % — корінних американців |

До двох чи більше рас належало 1,5 %. Частка іспаномовних становила 1,9 % від усіх жителів.
За віковим діапазоном населення розподілялося таким чином: 26,0 % — особи молодші 18 років, 61,5 % — особи у віці 18—64 років, 12,5 % — особи у віці 65 років та старші. Медіана віку мешканця становила 44,4 року. На 100 осіб жіночої статі у місті припадало 97,0 чоловіків;  на 100 жінок у віці від 18 років та старших — 96,5 чоловіків також старших 18 років.
Середній дохід на одне домашнє господарство  становив 153 594 долари США (медіана — 127 246), а середній дохід на одну сім'ю — 170 425 доларів (медіана — 142 557). Медіана доходів становила 100 926 доларів для чоловіків та 51 733 долари для жінок. За межею бідності перебувало 1,9 % осіб, у тому числі 1,4 % дітей у віці до 18 років та 1,8 % осіб у віці 65 років та старших.
Цивільне працевлаштоване населення становило 6013 осіб. Основні галузі зайнятості: освіта, охорона здоров'я та соціальна допомога — 24,7 %, науковці, спеціалісти, менеджери — 19,3 %, виробництво — 10,2 %, роздрібна торгівля — 8,8 %.